# Денис Ралстън
Ричард Денис Ралстън (на английски: Richard Dennis Ralston) е американски тенисист.

## Биография
Ричард Денис Ралстън е роден на 27 юли 1942 г. в Бейкърсфийлд, Калифорния.

## Кариера
Денис Ралстън е трениран от професионалиста по тенис Панчо Гонзалес. Той посещава Университета на Южна Калифорния (USC) и печели шампионати на NCAA с треньор Джордж Толи. Той и партньорът му Бил Бонд печелят титлата на NCAA на двойки през 1964 г. Той е най-високо класираният американски играч в края на три последователни години. През 1960 г. Ланс Тингей от „Дейли Телеграф“ го класира като номер 5 в света през 1966 г. Ралстън е класиран като номер 3 в света от списанието Reading Eagle през 1963 г.
Най-добрият му резултат на турнир от Големия шлем на сингъл е на Шампионата на Уимбълдън през 1966 г., поставен е шести в схемата и достига до финала, но губи от четвъртия поставен Мануел Сантана. В края на същата година той става професионалист.
Денис Ралстън е член на Handsome Eight, група от играчи, подписали договор за професионално Световно първенство по тенис. Той печели 27 национални титли на двойки и сингъл, включително пет корони на двойки от Големия шлем.
Денис Ралстън печели Купа Дейвис с отбора на САЩ през 1963 г., треньор е на отбора от 1968 до 1971 г., капитан е от 1972 до 1975 г., като печели титлата през 1972 г. над Румъния.
Денис Ралстън е въведен в Международната зала на славата на тениса през 1987 г. През 2016 г. той е въведен в Тексаската тенис зала на славата.

## Кариерна статистика

#### Финали на сингъл на турнири отГолям шлем(1)
| година | турнир    | съперник       | резултат             |
| ------ | --------- | -------------- | -------------------- |
| 1966   | Уимбълдън | Мануел Сантана | 4 – 6, 9 – 11, 4 – 6 |